# Refuge de l’Olan
Das Refuge de l’Olan ist eine Schutzhütte im Massiv des Écrins der Fédération française des clubs alpins et de montagne (FFCAM). Sie liegt auf 2344 m Höhe im Nationalpark Écrins auf dem Gebiet der Gemeinde La Chapelle-en-Valgaudémar, die sich wiederum im Département Hautes-Alpes und der Region Provence-Alpes-Côte d’Azur befindet. Die Hütte steht inmitten des südlichen Cirque de l’Olan, zwischen der Südostwand des Olan (3564 m), der Südwestwand des Cime du Vallon (3406 m) und der Westwand des Rouye (3084 m). Sie trägt die offiziellen französischen Label esprit parc national und Agrément de jeunesse et d’éducation populaire.

## Geschichte der Hütte
Eine erste Schutzhütte wurde 1934 auf dem 2695 m hohen Pass Pas le l’Olan errichtet. Sie ist jedoch durch einen Erdrutsch zerstört worden. 1957 wurde die zweite Hütte etwas unterhalb der heutigen Hütte erbaut. Diese wurde zwei Jahre später von einer Lawine zerstört. Die letzten Reste dieser Hütte wurden 2016 von Mitarbeitern des Nationalparks abgerissen und entsorgt. 1966 wurde die dritte Hütte errichtet, die heute noch steht. Sie wurde 1978 zur heutigen Größe ausgebaut und im Jahr 2019 mit einem neuen Energieversorgungssystem ausgestattet.
Die Hütte wurde mit der eingetragenen Marke „esprit parc national“ ausgezeichnet, die von den 11 Nationalparks Frankreichs vergeben wird. Sie bezeugt dem Preisträger, dass seine wirtschaftlichen Aktivitäten im Tourismus im Einklang mit der Natur und dem lokalen Kulturerbe stehen. Weiter wurde der Hütte die Marke „Agrément de jeunesse et d’éducation populaire“ verliehen. Hierdurch anerkennt das Ministerium für Bildung und Jugend diejenigen als besondere und bevorzugte Partner, die sich der Förderung von Jugend und Sport verpflichten und geforderte Kriterien erfüllen.

## Öffnungszeiten
Die Hütte ist in den Sommermonaten je nach Wetterlage von Anfang Juni bis Mitte September geöffnet. Sie bietet 54 Schlafplätze in vier Schlafsälen. Die Hütte wird zu Beginn der Sommersaison mit Hilfe eines Helikopters versorgt, der das Material für die gesamte Saison liefert. Im Winter ist die Hütte nicht bewirtschaftet. Ein Winterraum mit 10 Schlafplätzen ist mit Federbetten, Decken und Kopfkissen in einem Schlafsaal eingerichtet und geöffnet. Gas und Geschirr sind vorhanden, jedoch ohne Heizung und ohne Toilette.

## Aktivitäten
Die Lage der Hütte im Cirque de l’Olan ermöglicht verschiedene bergsportspezifische Aktivitäten:
- Wandern – die Hütte liegt am GR54 und der Haute Route du Valgaudemar sowie am Rundweg boucle refuge des Souffles und es sind auch einige leicht Aussichtsberge gut erreichbar;
- Bergsteigen – bekannte Gipfel sind Olan, la Rouye und la cime du Vallon;
- Klettern – die Südseite des Olan und der Petit Olan bilden bekannte Kletterwände, nicht zu vergessen der Pilier Nounours und la Rouye;[7][8] (Eine Liste möglicher Routen sind in folgender Referenz aufgelistet: [1])
- Trailrunning – ein bekannte Rundkurs ist la boucle de Chalance;
- Schneeschuhwanderungen und Skitouren – bekannte winterliche Ziele sind la cime du Vallon, Pas de l’Olan, Couloir des Sorciers.

Außerdem befindet sich auf der Cime du Vallon eine bekannter Gleitschirmstartplatz. Im Rahmen von Wellness-Wochenenden bot das Refuge de l’Olan unter dem Namen Yoga’ltitude Yogakurse an.

## Zustieg
Das Refuge de l’Olan ist über vier Zustiegsrouten erreichbar:
Der Hauptzustieg beginnt in La Chapelle-en-Valgaudémar. Der Hüttenparkplatz liegt an der D480 in Richtung Le Casset circa 150 m nach der Brücke über die Séveraisse. Der Aufstieg überwindet 1294 Höhenmeter und dauert etwa 3 Stunden.
Vom westlich auf einer Höhe von 1969 m gelegenen Refuge des Souffles führt ein Steig in 3,5 bis 4,5 Stunden Gehzeit über den Lac Lautier (2363 m) und den Pas de l’Olan zum Refuge de l’Olan.
Vom östlich gelegenen Refuge Bivouac de Chalance erfolgt der Zustieg über das mit Drahtseilen versicherte Col du Bâton (2645 m). Diese etwa 4,5 Stunden lange alpine Wanderung erfordert alpine Erfahrung für die Klettersteigausrüstung empfohlen wird.
Von dem auf der Nordseite des Olan liegenden Valjouffrey-Tal aus erfolgt der Zustieg über das Refuge Font-Turbat (2169 m). Der Weg führt von der Hütte über das 2679 m hohe Col Turbat hinab bis in die Nähe des Lac Lautier. Bevor der See erreicht wird folgt man dem Steig bergan in Richtung des Pas de l’Olan. Von dort aus geht es weiter bergab zum Refuge de l’Olan. Von Hütte zu Hütte dauert diese alpine Wanderung etwa 4 Stunden.